# Павлов, Алексей Андреевич
Алексе́й Андре́евич Па́влов (псевдоним — Алексей Москвичин; 1 [13] февраля 1815, Москва — не ранее 1849) — русский писатель.

## Биография
Родился в Москве. Воспитывался в московском Воспитательном доме. В 1833 году поступил на словесное отделение Московского университета, в 1834 году перешёл на нравственно-политическое.

## Сочинения
- Сборник батальной поэзии «Стихотворения на Новый 1833 г.» — М. 1833. В сборнике писал:

Петь славу, почести России — 
 Родной, любезной стороны, 
 Как гордые её сыны 
 Хранят законы им святые, 
 Свершая дивные дела, — 
 Вот Муза мне за что мила!
Исторические романы
- «Япанча. Татарский наездник, или Завоевание Казани царем Иоанном Грозным» (ч. 1—3). — М., 1834 (под псевдонимом Алексей Москвичин).

Роман имел большой успех. В основу романа положена любовь представителей разных народов и религий (православия и мусульманства), тесно увязанная с интересами государственного уровня. В романе повествуется о судьбе татарского князя, полюбившего русскую девушку, признавшего после ряда злоключений правоту православия, сменившего свою веру и даже перешедшего на службу к русскому царю. Насыщенный действием и мелодраматичный по настроению, роман вместе с тем проникнут идейно-эмоциональной тенденцией, привлекавшей читателя, — сюжетный конфликт разрешают истинность Православия и возможность смены вероисповедания. Положив в основу романа любовь представителей разных народов и религий и тесно увязав взаимоотношения влюбленных с интересами государственного уровня, Павлов предвосхитил классический лубочный роман этого типа «Битва русских с кабардинцами» Н. И. Зряхова.
- «Крамольники» (ч. 1—4). — М., 1838.
- «Русский богатырь». — М., 1837, подпись А. А. П.
- «Рыцарь креста. Некоторые черты из достопамятного года. Исторический роман» (ч. 1—2). — М., 1840, подпись А. Павлов.

Исторические повести
- «Елена Волхова» (ч. 1—2). — М., 1836.
- «Повести из событий русской старины» (ч. 1—4). — М., 1839.

- Сборник «Сцены современной жизни» (ч. 1—3) — М., 1835; 2-е изд. — М., 1865. (под псевдонимом Алексей Москвичин).
- «Брат Вячеслав, или Подземелье близ Касимова. Повесть XVI столетия» (ч. 1—3). — М., 1836, подпись А. Павлов.
- «Мстительница. Касимовская повесть». — М., 1837, подпись А. А. П.
- «Касимовские повести и предания» (ч. 1—4). — М., 1836.
- «Вечер у моего соседа. Рассказы приятелей». — М., 1836.